# Linda (Tokischa e Rosalía)
Linda è un singolo della cantante dominicana Tokischa e della cantante spagnola Rosalía, pubblicato il 1º settembre 2021 dall'etichetta discografica Sony Music Latin.

## Classifiche
| Classifica (2021) | Posizione massima |
| ----------------- | ----------------- |
| Perù              | 56                |
| Spagna            | 22                |